# Windows NT 3.5
A Microsoft Windows NT Workstation 3.5 ("Daytona") a második kiadása a Microsoft Corporation által létrehozott Windows NT termékcsaládnak. A terméket a Microsoft elsősorban a vállalati szegmensnek szánta, a két verziót Windows NT Workstation (asztali) és a Windows NT Server 3.5 (kiszolgáló) 1994. szeptember 21-én mutatta be a nagyközönségnek.
Az új Windows NT kiadást a fejlesztők előző verzióhoz képest jelentősen átdolgozták. Az új verzió stabilabb és gyorsabb lett. Jelentősen növelték az új hardverek támogatottságát. A jelentős változások ellenére a fejlesztők megoldották a régi NT 3.1 verzió frissítését az új 3.50 verzióra. A verzió nem terjedt el, mivel a Microsoft idejekorán beharangozta az NT 3.51 bevezetését. A termék telepítése nem igényelte a termék aktiválását. Mára teljesen elavult mivel a mai hardverek (meghajtó/illesztő programok hiányában) már nem használhatók, valamit a FAT32 driver sem támogatott. Módosítás nélkül nem telepíthető Pentium Pro vagy későbbi processzoros rendszeren. Pentium és Pentium MMX processzorok esetén, ha egy specifikus érvénytelen utasítást kap a processzor, akkor lefagy a rendszer.

## Leírás
A Windows NT 3.5 a következőkben változott az előd Windows NT 3.1 verzióhoz képest.
- A FAT16 meghajtókon (ami biztosítja a régi DOS kötetek elérését) már támogatott a hosszú fájlnevek használata (VFAT) egészen 255 karakterig, az eddigi 8 karakter helyett.
- Kibővített program kompatibilitás, hogy a legtöbb Windows 95 program futtatható legyen.
- 16 bites programok Windows 3.x, ezentúl külön (saját) memória-címtartományban futnak, így növelve a rendszer stabilitását.
- Teljes OpenGL támogatás.
- OLE2.x támogatás
- TCP/IP nyomtatás
- Account lockout azaz ha a felhasználó meghatározott számú sikertelen bejelentkezési próbálkozást tesz a fiókja zárolva lesz.
- Novell kliensként teljes funkcionalitással tud csatlakozni Novell NetWare szerverekhez.
- Kibővített Remote Access Service (távoli hozzáférés szolgáltatás) most már PPP (Point-to-Point Protocol) és SLIP (Serial Line Internet Protocol) is támogatott továbbá, kiterjesztették a IPX szabványra a Novell NetWare hálózat teljes funkcionalitása miatt.
- Új multimédia API

## Futtató környezet
A munkaállomás (kliens) támogatja az Intel x86 és RISC, Alpha architektúrát egyaránt. A rendszer felépítése mikro-kernel alapú ami támogatja a maximum 2 processzort, és maximum 64 MB fizikai és 2 GB virtuális memóriát. Futtathatóvá teszi a 16 bites és 32 bites alkalmazásokat.
| Minimális rendszer követelmény     | Minimális rendszer követelmény | Minimális rendszer követelmény | Minimális rendszer követelmény |
|                                    | Intel x86                      | RISC                           | Alpha                          |
| ---------------------------------- | ------------------------------ | ------------------------------ | ------------------------------ |
| Processzor                         | Intel 386 DX 25 MHz            | R3000/R4000                    | Alpha AXP                      |
| Memória                            | 12 MB                          | 16 MB                          | 16MB                           |
| Videókártya                        | VGA                            | VGA                            | VGA                            |
| Szabad lemezterület a merevlemezen | 75 MB                          | 92 MB                          | 92 MB                          |
| CD-ROM                             | IDE, EIDE, SCSI                | SCSI                           | SCSI                           |

## Javítócsomagok
| Javítócsomag         | Kiadás dátuma    |
| -------------------- | ---------------- |
| Alap NT 3.5 kiadás   | 1994. szeptember |
| Service Pack 1 (SP1) | 1994.            |
| Service Pack 2 (SP2) | 1994.            |
| Service Pack 3 (SP3) | 1995. Június     |

## Külső hivatkozások
- GUIdebook: Windows NT 3.5 screenshot galéria